# La Somme de toutes les peurs (jeu vidéo)
La Somme de toutes les peurs (The Sum of All Fears) est un jeu vidéo de tir tactique développé par Red Storm Entertainment et édité par Ubisoft, sorti en 2002 sur Windows, PlayStation 2, GameCube et Game Boy Advance. Il est adapté du long métrage La Somme de toutes les peurs.

## Accueil
- Jeux vidéo Magazine : 14/20 (PC)[1]
- Jeuxvideo.com : 13/20 (PC)[2] - 9/20 (PS2/GC)[3] - 14/20 (GBA)[4]